# San Nicolás Hidalgo
San Nicolás Hidalgo là một đô thị thuộc bang Oaxaca, México. Năm 2005, dân số của đô thị này là 936 người.